# 富士信章
富士 信章（ふじ のぶあき、生年不詳 - 寛保元年7月26日（1741年9月5日））は、江戸時代の富士山本宮浅間大社の大宮司で、富士氏当主。

## 概要
富士山本宮浅間大社の富士大宮司であり、富士氏当主としては三十七代目にあたる。出自は五社神社の神官である森氏であるが、富士信時の娘と結婚し、正徳5年（1715年）10月に大宮司職に就任した。子に嫡男信治と一女がいる。官位は従五位下中務少輔。戒名は蓮地院殿自覺淨秀大居士。

## 社人との争論
信時の代より富士大宮司と公文・案主・別当間とで争論が断続的に続いており、それは信章の代でも同様であった。信章は公文・案主・別当より天和3年（1683年）の「幕府裁許状」を盾として訴えを起こされた。しかし逆に信章は公文・案主らの非法を訴え、寺社奉行所はこれらの訴えを認めた。この結果、享保10年（1725年）11月6日に黒田直邦・太田資晴・小出英貞らの連署にて、公文・案主側を非とする裁決が与えられた。富士大宮司側に利のある裁決となったのである。
天和3年（1683年）の幕府裁許状により四家合議制が制定されたが、これにより公文・案主が力を強めていた。今回の裁決はこれらの状況から富士大宮司を擁護するものであったという指摘がある。これにより公文・案主は大宮司の次官であることが明記され、また富士氏の家紋である棕櫚葉の紋なども公文・案主らが用いるべきではないということが明記された。

## 交流
信章は国学の四大人の一人である荷田春満の門人であり、春満と交流があった。また同じく門人であった芝崎好高の書状には信章が江戸に出府していた様子が記されている。信章は享保7年（1722年）に春満を富士大宮（自身が大宮司を務める富士山本宮浅間大社の所在地）に招いており、6月21日に春満と共に富士登山を行っている。その様子を記した『万葉集童子問』巻第三ノ三には「予富士大宮司信章に請招れて富士の大宮にしハらく滞留せし時富士山にのぼりて」とあり、また富士山にて和歌を詠み合っている。その他、信章は春満らを誘い歌会を催すなどしている。